# Байрамгулов, Набиулла Габдулмананович
Набиулла Габдулмананович Байрамгулов (1894—1965) — советский государственный деятель, Народный комиссар внутренних дел Башкирской АССР (1930).

## Биография
Участник гражданской войны на Урале. С 1919 года служил в рабоче-крестьянской милиции. В 1923—1929 годах работал председателем Исполнительного комитета кантонного Совета (Башкирская АССР).
С 15 сентября по 28 декабря 1930 года занимал пост Народного комиссара внутренних дел Башкирской АССР.
В 1931—1932 годах обучался в Центральной высшей школе рабоче-крестьянской милиции.

## Награды
- В 1932 году коллегия ОГПУ СССР наградила его пистолетом системы Коровина[1].